# Minna von Barnhelm
Mina von Barnhelm es una comedia en cinco actos escrita por Gotthold Ephraim Lessing. Lessing empezó a escribirla en 1764 y tardó tres años en completarla, siendo estrenada en Hamburgo el 30 de septiembre de 1767 con gran éxito. Pese a haber sido censurada por el gobierno prusiano, el arrollador éxito del estreno pronto la convirtió en una de las obras más populares del teatro alemán, y continúa siendo una de las comedias más representadas en lengua alemana.

## Argumento
La obra se desarrolla poco después del final de la Guerra de los Siete Años. El mayor Tellheim, herido y licenciado del ejército prusiano, se ve sin recursos económicos y pendiente de la resolución de graves acusaciones. Solo con su criado, espera en un hotel de Berlín el resultado del proceso. Se le acusa de haber ignorado órdenes de Federico II el Grande para recoger las llamadas "contribuciones de guerra", esto es, reparaciones económicas que el enemigo derrotado en la guerra debía pagar. Tellheim había estado estacionado en Turingia (entonces parte del electorado de Sajonia) durante la guerra. Allí, Tellheim se había mezclado en un oscuro negocio: había pagado soldadas de su propio bolsillo a cambio de letras de cambio por las reparaciones de guerra, y una vez finalizada la guerra quiso descontar las letras del tesoro de guerra de Berlín. A consecuencia de esto, los estamentos de Turingia le habían acusado injustamente de corrupción.
Durante su estancia en Turingia Tellheim se había comprometido en matrimonio con Minna von Barnhelm, quien le sigue a Berlín con el objeto de casarse con él. Tellheim cree que su actual posición no le permite casarse con Minna. Considera que las acusaciones que penden sobre él son demasiado graves como para casarse, dado que la pena por la que podría ser condenado es la de licenciarse con deshonor y verse arruinado. Pero en vez de exponer esto claramente, apela a "la razón y la necesidad de orden" para que Minna desista, y rechaza todos los argumentos disuasorios de Minna (Acto II, Escena 9). 
Pese a su situación desesperada y sus problemas de dinero, Tellheim parece incluso dispuesto a rechazar cualquier tipo de ayuda. Así, declina la oferta de su amigo Paul Werner para prestarle dinero, e incluso se niega a aceptar el dinero de la viuda de Marloff, dinero que Tellheim había prestado a su marido durante la guerra. Acosado por las deudas, Tellheim incluso se ve forzado a empeñar el anillo de compromiso que Minna le había regalado una vez. Minna reconoce el anillo en la tienda de empeños y lo compra.
Minna intenta entonces recuperar a Tellheim por medio de una serie de argucias: primero insiste en intercambiar su propio anillo de compromiso con el de Tellheim y le devuelve su anillo. Posteriormente, afirma que su tío la acaba de desheredar, por lo que está tan desamparada como Tellheim. Al conocer este (falso) destino, la actitud de Tellheim hacia Minna cambia: se apiada de la desgracia de Minna y acaba aceptando casarse con ella.
Una carta sorpresa del Rey trae la noticia de que Tellheim ha sido absuelto del proceso abierto en su contra, de modo que cualquier impedimento legal queda allanado ahora que Tellheim ha sido absuelto; además, se le reconoce a Tellheim el derecho a recuperar su dinero. El conflicto parece resuelto, pero ahora Minna se niega a casarse con Tellheim en esas circunstancias. Reprocha a Tellheim su actitud, pues había interpretado que la antigua oposición de Tellheim al matrimonio provenía del hecho de que no aceptaba que "la totalidad de su fortuna provenga de su mujer" (IV, 6). Así, la comedia parece abocada a un final trágico, de no ser gracias a la llegada del tío de Minna, que aclara la situación y consigue que la pareja se reconcilie y case.

## Valoración
Amenazada por la censura prusiana, la obra se estrenó en Hamburgo el 30 de septiembre de 1767, cosechando un éxito extraordinario. Pronto se representaría en toda el área de habla alemana. Goethe, en sus conversaciones con Eckermann, afirmó que Minna fue algo así como "un brillante meteoro. Nos hizo conscientes a todos de que había algo superior a lo que la anterior edad literaria había concebido." Siguiendo a Goethe, la crítica alemana pronto reconoció Minna como una de las principales comedias de su acervo. 
De Minna se ha destacado el papel de Tellheim: se le ha interpretado como un arquetipo del honor exagerado y testarudo, incapaz de aceptar la injusta acusación que le retiene y las consecuencias que ello traen: la pérdida total de estatus social. Su orgulloso honor le lleva a rechazar la oferta de una rica heredera que se encontraría muy por encima de él en la escala social de resolverse las acusaciones en su contra. La única solución al conflicto es la carta del Rey, que le absuelve y permite que el matrimonio pueda celebrarse en igualdad de condiciones.
Sin embargo, esto último también ha sido interpretado como la incapacidad de Tellheim para deber su fortuna a otra gente: no sólo rechaza casarse con Minna, sino también la ayuda de sus amigos. Sólo cuando Minna anuncia que ha sido desheredada, acepta casarse con ella. 
La cuestión de la búsqueda de la felicidad y el papel social de la mujer aparecen retratados desde un punto de vista sorprendentemente igualitario para el siglo XVIII.

## Traducciones al español
- Minna von Barnhelm, trad. al español de Jordi Jané

## Adaptaciones
Minna es una de las comedias más populares de la literatura alemana. Hasta la fecha, es una de las obras alemanas más representadas, y ha sido adaptada al cine en varias ocasiones:
- 1940 bajo el título La dama de Barnhelm (Director: Hans Schweikart)
- 1957 Minna von Barnhelm of soldatengeluk (Director: Max Douwes), Países Bajos.
- 1960 Heroinas (Director: Dietrich Haugk)
- 1962 Minna von Barnhelm (Director: Martin Hellberg)
- 1976 Minna von Barnhelm (Director:  Franz Peter Wirth)

- Datos: Q1209859
- Multimedia: Minna von Barnhelm / Q1209859